# Conciencia psicológica
La conciencia psicológica (en inglés: psychological mindedness) refiere a la capacidad de una persona para el autoexamen, la autorreflexión humana, la introspección y el insight. Incluye la capacidad de reconocer los significados que subyacen en las palabras y acciones abiertas, para apreciar los matices emocionales y la complejidad, para reconocer los vínculos entre el pasado y el presente, y la comprensión de los motivos e intenciones propios y de los demás. Las personas con conciencia psicológica tienen un insight superior a la media de la vida mental.
Las definiciones conceptuales de la conciencia psicológica han incluido variantes, pero con descripciones similares. Algunas definiciones se relacionan únicamente con el yo, "la capacidad de una persona para ver las relaciones entre pensamientos, sentimientos y acciones con el objetivo de aprender los significados y las causas de sus experiencias y comportamientos". Conte (1996) extendió el concepto más allá del enfoque en sí mismo, ya que involucraba "...tanto la autocomprensión como un interés en la motivación y el comportamiento de los demás". La definición de Hall (1992) introduce un enfoque multidimensional en la conciencia psicológica. Ella lo definió como "reflexividad sobre los procesos psicológicos, relaciones y significados que muestran el interés y la capacidad para dicha reflexividad a través de dimensiones afectivas e intelectuales".

## Descripción según el PDM
El Manual Diagnóstico Psicodinámico (en inglés: Psychodynamic Diagnostic Manual o PDM) describe la conciencia psicológica como la capacidad de un individuo para observar y reflexionar sobre su propia vida interior. El PDM detalla una escala de cuatro puntos, desde conciencia psicológica alta a baja, llamada también "funcionamiento sano a alterado".
1. Puede reflexionar (es decir, observar y experimentar al mismo tiempo) una amplia gama de sentimientos o experiencias propias y de los demás (incluidas variaciones sutiles en los sentimientos). Puede reflejar tanto en el presente como en referencia a una visión a largo plazo del yo, los valores y las metas. Puede reflexionar sobre las múltiples relaciones entre los sentimientos y las experiencias, en toda la gama de experiencias esperadas por edad en el contexto de nuevos desafíos.
2. Puede reflexionar sobre sentimientos o experiencias de sí mismo y de otros tanto en el presente como en referencia a una visión a largo plazo de un sentido de sí mismo, valores y objetivos para algunas experiencias esperadas por la edad, pero no para otras. No puede ser reflexivo de esta manera cuando los sentimientos son fuertes.
3. Puede reflexionar sobre las experiencias de momento a momento, pero no con referencia a un sentido a largo plazo del yo y las experiencias, los valores y las metas.
4. Incapaz de reflexionar genuinamente sobre sentimientos o experiencias, incluso en el presente. La autoconciencia consiste a menudo en estados de sentimiento polarizados o sentimientos básicos simples sin una apreciación de variaciones sutiles en los sentimientos. Falta la autoconciencia y puede haber una tendencia hacia la fragmentación.[5]

## Correlación con la personalidad
Se espera que la conciencia psicológica (en adelante: CP) esté relacionada con la fortaleza psicológica y se relacione negativamente con la debilidad. Un estudio encontró una correlación entre la CP y dos de los rasgos de personalidad del modelo de los cinco grandes (extraversión y apertura a la experiencia) y una correlación negativa con el neuroticismo. Otros estudios lo han relacionado con la tolerancia a la ambigüedad, mindfulness, la empatía y el ajuste positivo a la universidad.
La CP también se ha asociado negativamente con construcciones psicológicas orientadas a los problemas, como el factor de personalidad del neuroticismo, las construcciones cognitivas del pensamiento mágico y locus de control, y los esquemas de mala adaptación temprana. La baja CP también se ha relacionado con la alexitimia, lo que sugiere que ciertos pacientes clínicos no responden al asesoramiento debido a la falta de CP.

## En grupos, ambientes y sociedad
En el Reino Unido se ha trabajado mucho para extender el concepto de CP más allá del individuo. Este trabajo reconoce que la salud y el éxito de las familias, las escuelas, los hospitales, las empresas, las comunidades y, de hecho, la sociedad en su conjunto dependen en gran medida de la CP que adquirió el sistema o el entorno creado por esa institución. Esto es más que la suma de las partes individuales. Por ejemplo, una enfermera individual en una sala psiquiátrica puede tener una CP adecuada como para estar motivada y conectarse con un usuario del servicio que también puede tener cierta CP. 
Sin embargo, las posibilidades de que dos de estos individuos tengan un encuentro con CP pueden ser fácilmente saboteadas por un sistema de atención "psicológicamente ciego" o "alexitímico" que no permite a la enfermera ni tiempo, ni espacio, ni estructura, ni respaldo para funcionar de esta manera. Es bien sabido que las enfermeras en salas psiquiátricas caóticas tienen que desconectarse emocionalmente solo para sobrevivir personalmente ante las abrumadoras demandas que se les imponen. Una vez que esto suceda, la experiencia para el usuario del servicio obviamente se convertirá en uno de "no ser escuchado". Esta verdadera negligencia emocional junto con los factores transferenciales es lo que lleva a tantos incidentes en las salas psiquiátricas. 
Los usuarios de servicios que se sienten rechazados están obligados a intensificar su comportamiento para ser escuchados y para "devolverle el golpe" a aquellos que en efecto solo repiten las fallas de los cuidadores anteriores.